# Георгиос Перос
Георгиос Перос или Перакис (на гръцки: Γεώργιος Πέρρος, Πέρος, Περάκης) е гръцки революционер, деец на гръцката въоръжена пропаганда в Македония от началото на XX век.

## Биография
Роден е в Асфендос на остров Крит. През май 1903 година за първи път пристига в Македония заедно с Георгиос Диконимос, Павлос Мелас и Александрос Кондулис. Там с позволение на гръцкия консул заминава тайно от Солун за Костур и осъществява връзка между критяните и костурския митрополит Герман Каравангелис.
На 13 юни 1903 година преминава гръцко-турската граница и навлиза в Македония с подготвената от Георгиос Цондос чета от девет критяни: Георгиос Диконимос, Евтимиос Каудис, Ламбринос Вранас, Георгиос Сейменис, Георгиос Зуридис, Георгиос Стратинакис, Евстратиос Бонатос, Манусос Катунатос и Николаос Лукакис. През юни 1903 година четата на Вангел Георгиев посреща Георгиос Перос и заедно започват да действат срещу четите на ВМОРО. Заедно с Германос Каравангелис развиват пропаганда в Костурско и Леринско. След избухването на Илинденско-Преображенското въстание дават сражение на българска чета на ВМОРО при Влахоклисура, а по-късно участват в опожаряването на Косинец. След това всичките критяни, без убития Георгиос Сейменис, се изтеглят от Македония, за да се завърнат през следващата 1904 година.
В Балканската война, начело на отряд от 150 души, се сражава на Хиос, където загива.